# Алехандро Толедо
Алехандро Толедо (ісп. Alejandro Toledo; нар. 28 березня 1946, Кабана) — перуанський політик, економіст. Обіймав посаду президента Перу з 2001 по 2006 рр. (перший президент корінного походження). Толедо був відомий своєю опозицією до Альберто Фухіморі, який був президентом з 1990 по 2000 рр.
Він вивчав економіку в Стенфордському університеті. Толедо заснував партію «Можливе Перу».
У жовтні 2024 року суд у Перу засудив Толедо на 20,5 років ув'язнення у справі про бразильську будівельну компанію Odebrecht. Компанія витратила мільйони доларів на хабарі чиновникам та іншим особам у всій Латинській Америці, Толедо звинуватили в отриманні хабаря на $35 млн за дозвіл на будівництво шосе.